# Fuerte Clayton

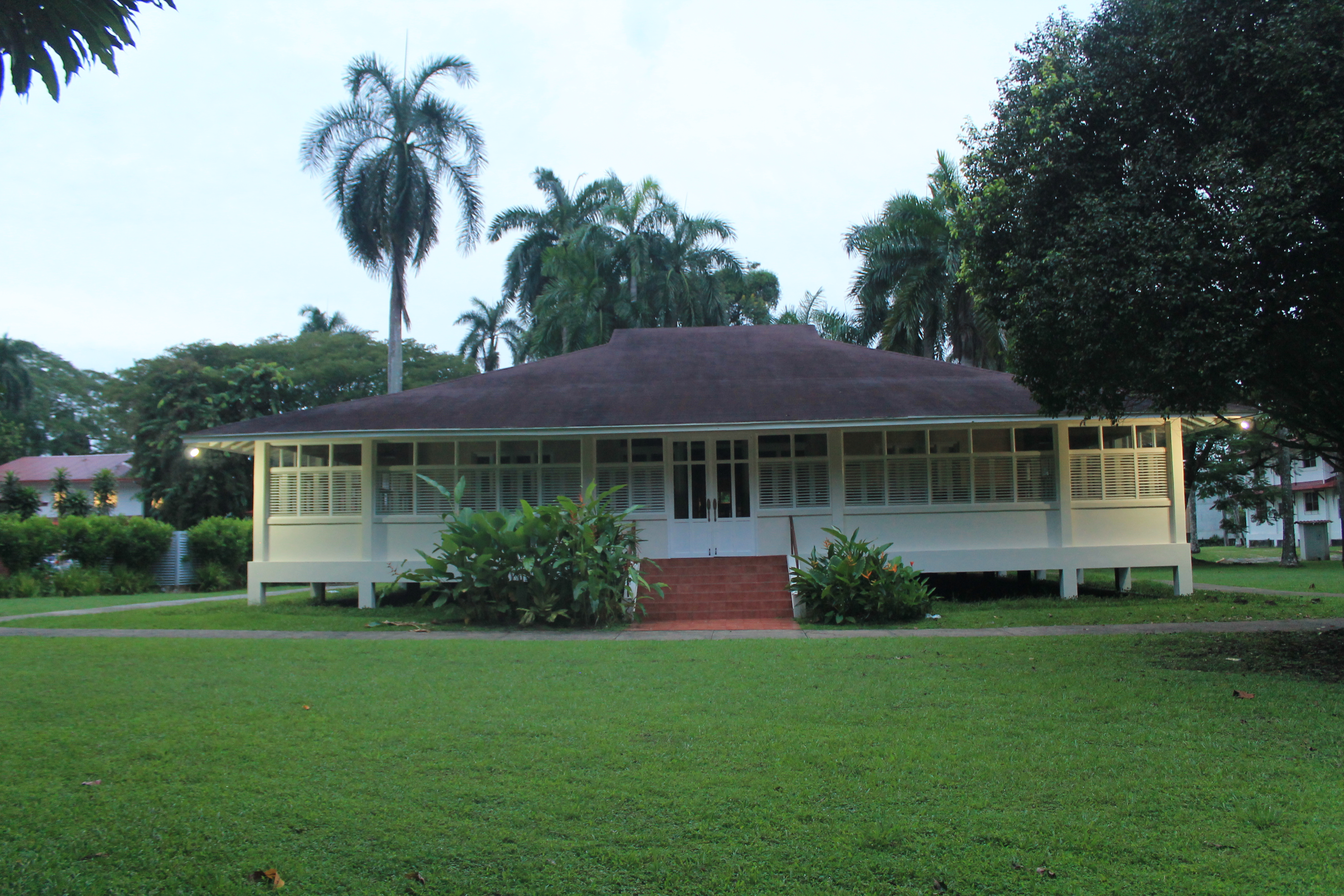
Casa del excomandante del Fuerte Clayton

El fuerte Clayton fue una base militar estadounidense ubicada en áreas de la antigua Zona del Canal de Panamá. Estaba localizada al noroeste de la ciudad de Balboa, en las cercanías del canal de Panamá. Fue cerrada en 1999, en cumplimiento de los Tratados Torrijos-Carter. Actualmente, están ubicadas en esta área varias zonas residenciales, escuelas y la sede de la Ciudad del Saber.
El Fuerte de Clayton era una de las bases militares situadas en el interior de la Zona del Canal, y junto con Albrook y Howard, una de las mayores bases militares. La base militar conocida como Fort Clayton fue nombrado después de que el ex intendente general del departamento de la zona del Canal, Coloner Bertram T. Clayton, murió sirviendo a su país durante la Primera Guerra Mundial. Fort Clayton permaneció activo hasta 1999, y en ella funcionó la sede del Ejército de Estados Unidos del Sur, ahora se trasladó a Fort Buchanan en Puerto Rico.